# Tank (Sänger)

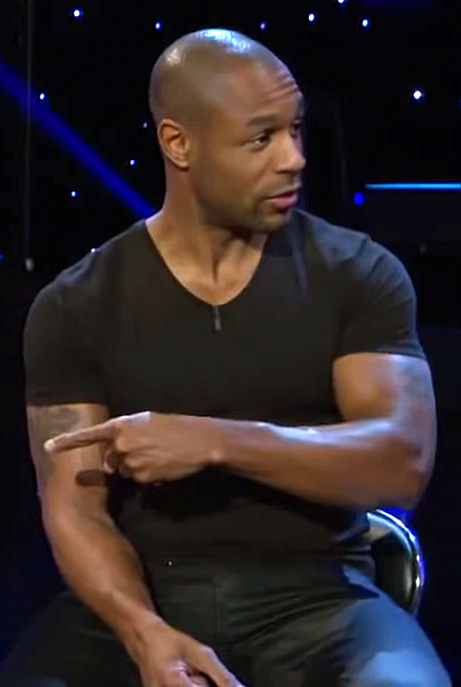
Tank (2014)

Tank (* 1. Januar 1976 in Milwaukee, Wisconsin), wirklicher Name Durrell Babbs, ist ein US-amerikanischer R&B-Sänger und Songwriter.

## Karriere
Durrell Babbs stammt aus Milwaukee am Michigansee, wuchs aber in der Nähe der Hauptstadt Washington, D.C. auf. In seiner Jugend sang er unter anderem im Kirchenchor, der von einem Cousin geleitet wurde. Er fand den Einstieg ins Musikgeschäft zuerst als Backgroundsänger unter anderem für Ginuwine und auch als Songwriter. So war er 2000 am Album Chicago ’85 … The Movie des ehemaligen Blackstreet-Mitglieds Dave Hollister beteiligt, das ein Millionenseller war.
Unmittelbar danach bekam er einen eigenen Plattenvertrag bei Blackground Records und veröffentlichte unter seinem Spitznamen Tank (Panzer), den er wegen seines Aussehens bekommen hatte, nur ein Jahr später sein Debütalbum Force of Nature. Es brachte ihm selbst eine Goldene Schallplatte ein und erreichte Platz 1 der R&B-Charts und Platz 7 in den offiziellen Charts. Der Song Maybe I Deserve kam auf Platz 38 der Singlecharts. Mit dem zweiten Album One Man war er 2002 nicht ganz so erfolgreich, erreichte aber immer noch hohe Chartplatzierungen.
In den folgenden Jahren konzentrierte er sich aber aufs Songwriting und er schrieb Lieder für eine Vielzahl erfolgreicher R&B-Musiker wie Aaliyah, Brian McKnight, Omarion, Charlie Wilson, Jamie Foxx, Tyrese, Monica, Joe und Kelly Rowland.
Erst 2007 folgte Tanks drittes eigenes Album Sex, Love & Pain. Damit erreichte er zum zweiten Mal Platz 1 der R&B-Alben und Platz 2 in den offiziellen Charts. Der Song Please Don’t Go war sein zweiter Hit in den Hot-100-Singlecharts und sein erster Nummer-eins-Hit in den AC-Charts. Bei den Grammy Awards 2008 brachten ihm Song und Album zwei Nominierungen für eine Auszeichnung in der Sparte R&B. Zwei weitere Nominierungen folgten 2010 und 2011 als Mitautor von Pleasure Ps Under bzw. als Mitinterpret neben Chris Brown beim Lied Take My Time.
2009 war der Sänger zu Atlantic Records gewechselt, aber sein erstes Album dort, Now or Never, war sein bis dahin am schlechtesten platziertes gewesen, hielt sich aber trotzdem lange in den Charts. Dafür folgte 2012 mit This Is How I Feel das dritte R&B-Nummer-eins-Album und mit dem Song Next Breath erreichte er erneut die Spitze der AC-Charts. Im Jahr darauf tat sich Tank mit Ginuwine und Tyrese zusammen und zu dritt kamen sie als TGT mit dem Album Three Kings ebenfalls auf Platz 1 der R&B- und auf Platz 3 der offiziellen Charts.
2014 und 2016 folgten die Soloalben Stronger und Sex, Love & Pain II, die beide wiederum die R&B-Charts anführten. In den Billboard 200 verpasste er aber beide Male die Top 10 und er hatte auch keinen weiteren Hit in den R&B-Singlecharts.

## Diskografie

### Studioalben
| Jahr | Titel               | Höchstplatzierung, Gesamtwochen, AuszeichnungChartplatzierungen (Jahr, Titel, Platzierungen, Wochen, Auszeichnungen, Anmerkungen) | Höchstplatzierung, Gesamtwochen, AuszeichnungChartplatzierungen (Jahr, Titel, Platzierungen, Wochen, Auszeichnungen, Anmerkungen) | Anmerkungen                                                           |
| Jahr | Titel               | US | R&B | Anmerkungen                                                           |
| ---- | ------------------- | --- | --- | --------------------------------------------------------------------- |
| 2001 | Force of Nature     | US7 Gold · (25 Wo.)US | R&B1 (35 Wo.)R&B | Erstveröffentlichung: 13. März 2001                                   |
| 2002 | One Man             | US20 (6 Wo.)US | R&B4 (19 Wo.)R&B | Erstveröffentlichung: 28. Oktober 2002                                |
| 2007 | Sex, Love & Pain    | US2 (18 Wo.)US | R&B1 (43 Wo.)R&B | Erstveröffentlichung: 15. Mai 2007                                    |
| 2010 | Now or Never        | US35 (16 Wo.)US | R&B10 (45 Wo.)R&B | Erstveröffentlichung: 14. Dezember 2010                               |
| 2012 | This Is How I Feel  | US9 (7 Wo.)US | R&B1 (23 Wo.)R&B | Erstveröffentlichung: 8. Mai 2012                                     |
| 2013 | Three Kings         | US3 (21 Wo.)US | R&B1 (37 Wo.)R&B | Erstveröffentlichung: 20. August 2013 mit Ginuwine und Tyrese als TGT |
| 2014 | Stronger            | US13 (6 Wo.)US | R&B1 (12 Wo.)R&B | Erstveröffentlichung: 12. August 2014                                 |
| 2016 | Sex, Love & Pain II | US15 (7 Wo.)US | R&B1 (13 Wo.)R&B | Erstveröffentlichung: 22. Januar 2016                                 |
| 2017 | Savage              | US24 (3 Wo.)US | R&B17 (1 Wo.)R&B | Erstveröffentlichung: 29. September 2017                              |
| 2019 | Elevation           | US160 (1 Wo.)US | — | Erstveröffentlichung: 25. Oktober 2019                                |

### Singles als Leadmusiker
| Jahr | Titel Album                           | Höchstplatzierung, Gesamtwochen, AuszeichnungChartplatzierungen (Jahr, Titel, Album, Platzierungen, Wochen, Auszeichnungen, Anmerkungen) | Höchstplatzierung, Gesamtwochen, AuszeichnungChartplatzierungen (Jahr, Titel, Album, Platzierungen, Wochen, Auszeichnungen, Anmerkungen) | Anmerkungen |
| Jahr | Titel Album                           | US | R&B | Anmerkungen |
| ---- | ------------------------------------- | --- | --- | --- |
| 2000 | Maybe I Deserve Force of Nature       | US38 (20 Wo.)US | R&B7 (33 Wo.)R&B | Erstveröffentlichung: 10. Februar 2001 Autor: D. Babbs                                                                                             |
| 2000 | Slowly Force of Nature                | — | R&B43 (17 Wo.)R&B | Erstveröffentlichung: 2001 Autoren: D. Babbs, J. Walker                                                                                            |
| 2002 | One Man                               | — | R&B25 (20 Wo.)R&B | Erstveröffentlichung: 2002 Autor: D. Babbs |
| 2002 | Let Me Live One Man                   | — | R&B82 (10 Wo.)R&B | Erstveröffentlichung: 2002 feat. Mannie Fresh and Jazze Pha Autoren: B. Thomas, D. Babbs, P. Alexander                                             |
| 2006 | Please Don’t Go Sex, Love & Pain      | US42 (20 Wo.)US | R&B2 (55 Wo.)R&B | Erstveröffentlichung: 13. März 2007 Autoren: D. Babbs, L. Bereal                                                                                   |
| 2006 | Heartbreaker Sex, Love & Pain         | — | R&B37 (24 Wo.)R&B | Erstveröffentlichung: 2007 Autoren: D. Babbs, H. Mason Jr., D. Thomas, E. Dawkins, A. Dixon, E. Jackson                                            |
| 2010 | Sex Music Now or Never                | — | R&B29 (19 Wo.)R&B | Erstveröffentlichung: 29. Juni 2010 Autoren: D. Babbs, K. Stephens, R. Newt, J. Franklin, J. Valentine, H. J. Mason Jr.                            |
| 2010 | Emergency Now or Never                | — | R&B23 (21 Wo.)R&B | Erstveröffentlichung: 2010 Autoren: D. Babbs, R. Newt, J. Franklin, J. Valentine                                                                   |
| 2011 | Celebration Now or Never              | — | R&B73 (13 Wo.)R&B | Erstveröffentlichung: 2011 feat. Drake Autoren: D. Babbs, K. Stephens, R. Newt, J. Franlin, J. Valentine, A. Graham, R. Romulus, J. Reeves, J. Yip |
| 2011 | I Can’t Make You Love Me Now or Never | — | R&B64 (20 Wo.)R&B | Erstveröffentlichung: 2011 Autoren: M. B. Reid, J. A. Shamlin                                                                                      |
| 2012 | Next Breath This Is How I Feel        | — | R&B27 (23 Wo.)R&B | Erstveröffentlichung: 3. Januar 2012 Autoren: D. Babbs, C. Umana, K. McCall, S. Bush, M. Powell, B. G. Nelson                                      |
| 2012 | Compliments This Is How I Feel        | — | R&B75 (7 Wo.)R&B | Erstveröffentlichung: 2012 feat. Kris Stephens and T.I. Autoren: D. Babbs, K. Stephens, C. J. Harris Jr.                                           |
| 2017 | When We Savage                        | US78 Platin · (20 Wo.)US | R&B35 (21 Wo.)R&B | Erstveröffentlichung: 16. Juni 2017 Autoren: D. Babbs, C. McCormick, J. Newt                                                                       |

Weitere Singles
- Freaky (feat. Do or Die, 2000)
- I Love Them Girls (feat. Lil Wayne, 2005)
- Sex Never Felt Better (mit Ginuwine und Tyrese als TGT, 2013)
- Shots Fired (feat. Chris Brown, 2013)
- You’re My Star (2014)
- Stronger (2014)
- You Don’t Know (feat. Wale, 2015)
- #Bday (feat. Chris Brown, Siya & Sage the Gemini, 2016)

### Singles als Gastmusiker
| Jahr | Titel Album             | Höchstplatzierung, Gesamtwochen, AuszeichnungChartplatzierungen (Jahr, Titel, Album, Platzierungen, Wochen, Auszeichnungen, Anmerkungen) | Höchstplatzierung, Gesamtwochen, AuszeichnungChartplatzierungen (Jahr, Titel, Album, Platzierungen, Wochen, Auszeichnungen, Anmerkungen) | Höchstplatzierung, Gesamtwochen, AuszeichnungChartplatzierungen (Jahr, Titel, Album, Platzierungen, Wochen, Auszeichnungen, Anmerkungen) | Anmerkungen |
| Jahr | Titel Album             | UK | US | R&B | Anmerkungen |
| ---- | ----------------------- | --- | --- | --- | --- |
| 2003 | Tonite, I’m Yours –     | — | — | R&B87 (11 Wo.)R&B | Autoren: Z. Copeland Jr., R. Santiago, D. Riley, A. Brown, Lil Zane feat. Tank                                                 |
| 2012 | She Don’t Put It Down – | — | US96 (1 Wo.)US | R&B32 (8 Wo.)R&B | Erstveröffentlichung: 16. Oktober 2012 Autoren: J. Budden, D. Babbs, D. Carter, T. Williams, Joe Budden feat. Tank & Lil Wayne |
| 2015 | Back to Sleep Royalty   | UK100 Gold · (1 Wo.)UK | US20 ×4Vierfachplatin · (20 Wo.)US | — | Erstveröffentlichung: 9. November 2015 Chris Brown feat. Tank, R. Kelly & Anthony Hamilton                                     |